# Президентські вибори в Хорватії 2019—2020
Сьомі президентські вибори в Хорватії — чергові вибори Президента Республіки Хорватія, перший тур яких відбувся 22 грудня 2019, а другий — 5 січня 2020.
Посада Президента Хорватії — значною мірою церемоніальна. Глава держави має право голосу в питаннях зовнішньої політики і оборони, але не може накладати вето на закони. Одначе керівній партії Хорватській демократичній співдружності важливо зберегти за собою президентство, оскільки з 1 січня сформований нею уряд має приступити до головування в ЄС.

## Передумови
Чинна глава держави Колінда Грабар-Кітарович вступила на посаду 19 лютого 2015 р. і її строк збігає 18 лютого 2020 р. Якщо вона повноцінно відбуде свій термін до цієї дати, то новий президентський строк розпочнеться 19 лютого 2020 р. і закінчуватиметься 18 лютого 2025 р. У разі, якби їй довелося назовсім піти з посади до закінчення її поточного терміну (через смерть, відставку чи відсторонення від посади внаслідок імпічменту), спікер хорватського парламенту, а нині це Гордан Яндрокович, взяв би на себе повноваження президента як виконувач обов'язків президента республіки, а дострокові вибори за законом відбуваються не пізніше ніж через 60 днів від дати виникнення вакансії (згідно зі ст. 97 Конституції).
Президент Грабар-Кітарович балотується на цих виборах на свій другий (і останній) п'ятирічний строк. Її попередник на посаді президента Іво Йосипович теж має право балотуватися на переобрання на свій другий і останній термін, оскільки він програв вибори 2015 р., відбувши тільки один строк у 2010—2015 рр. У випадку поразки Колінди Грабар-Кітарович переможець складе присягу вже як п'ятий президент Хорватії від часу здобуття незалежності держави 25 червня 1991 р.

## Історія
Вибори призначено на 22 грудня 2019 Постановою уряду Хорватії від 14 листопада 2019, що набрала чинності 21 листопада.
На початку виборчих перегонів за президентську посаду змагалися 11 кандидатів. Чинна президент Колінда Грабар-Кітарович, згідно з опитами громадської думки, мала високу ймовірність виграти перший тур із 29% голосів. Її головним супротивником став кандидат від соціал-демократів, колишній прем'єр-міністр Зоран Міланович. Як засвідчили опитування, він мав найвищі шанси пройти у другий тур разом із нинішньою керівницею держави. Першу трійку замикав популярний співак Мирослав Шкоро, який сприймається як висуванець правих націоналістичних консерваторів. Прогнози давали йому 23% голосів.
Після підрахунку 99% голосів перед вів представник опозиції Зоран Міланович, який, набравши 29,5% голосів, випередив чинного правоцентристського президента Колінду Грабар-Кітарович із її 26,7%. Незалежний кандидат із консервативними націоналістичними поглядами Мирослав Шкоро посів третє місце з 24,4% голосів. Позаяк жоден із цих трьох кандидатів не набрав необхідної для перемоги кількості голосів, відбудеться другий тур, у який виходять Зоран Міланович і Колінда Грабар-Кітарович.
Міланович отримав більшість голосів у трьох найбільших містах Хорватії: 33,02% у Загребі, 30,79% у Спліті та 41,87% у Рієці — та зайняв друге місце (25,61%) у четвертому найбільшому місті Осієк, де перемогу здобув його уродженець Шкоро (33,33 %). Грабар-Кітарович посіла друге місце у Спліті та Рієці, і лише третє — у Загребі та Осієку.
Другий тур виборів відбудеться 5 січня 2020 р.

### Кандидати перед першим туром
У Державну виборчу комісію до встановленого крайнього строку — півночі 3 грудня 2019 р. подали зібрані у потрібній кількості підписи дванадцять кандидатів. Протягом наступних 48 годин комісія провела перевірку підписів, оприлюднивши 5 грудня 2019 р. остаточний список одинадцятьох затверджених кандидатів:
| Кандидат                                                              | Кандидат                     | Партійність | Перший тур | Перший тур | Другий тур | Другий тур |
| Кандидат                                                              | Кандидат                     | Партійність | Голосів    | %          | Голосів    | %          |
| --------------------------------------------------------------------- | ---------------------------- | --- | ---------- | ---------- | ---------- | ---------- |
|                                                                       | Зоран Міланович              | Соціал-демократична партія (підтримка: ХСП, ДАІ, ХПП, Народна партія — реформатори, ГЛАС, ПГС, СНАГА, Лейбористи, МДС, Зелені) | 562.779    | 29,91      |            |            |
|                                                                       | Колінда Грабар-Кітарович     | Незалежна (підтримка: ХПП АС, BM 365, ХДП)                                                                                     | 507.626    | 26,98      |            |            |
|                                                                       | Мирослав Шкоро               | Незалежний (підтримка: Хорватські сувереністи, MOST, Зелений список, Блок за Хорватію, NL Bura, ХПП)                           | 465.703    | 24,75      |            |            |
|                                                                       | Мислав Колакушич             | Незалежний (підтримка: Акція молодих, Змінимо Хорватію, Жива стіна)                                                            | 111.916    | 5,95       |            |            |
|                                                                       | Даріо Юричан                 | Незалежний | 87.882     | 4,67       |            |            |
|                                                                       | Далія Орешкович              | Незалежна | 55.163     | 2,82       |            |            |
|                                                                       | Іван Пернар                  | Партія Івана Пернара | 44.057     | 2,34       |            |            |
|                                                                       | Катарина Пеович              | Робітничий фронт | 21.387     | 1,14       |            |            |
|                                                                       | Деян Ковач                   | Хорватська соціал-ліберальна партія                                                                                            | 18.107     | 0,96       |            |            |
|                                                                       | Анто Джапич                  | DESNO | 4.001      | 0,21       |            |            |
|                                                                       | Недєлько Бабич               | HSSČKŠ | 3.014      | 0,16       |            |            |
| Недійсних бюлетенів                                                   | Недійсних бюлетенів          | Недійсних бюлетенів | 22.218     | –          |            | –          |
| Загалом                                                               | Загалом                      | Загалом | 1.903.853‬  | 100        |            |            |
| Зареєстрованих виборців/явка                                          | Зареєстрованих виборців/явка | Зареєстрованих виборців/явка                                                                                                   | 3.719.532  | 51,19      |            |            |
| Джерело: Izbori.hr (опрацьовано 99,98%; 6.532/6.533 виборчі дільниці) |                              | |            |            |            |            |

Кандидатів могло бути й більше: зняли свою кандидатуру Влахо Орепич, Томіслав Паненич, Анте Симонич та ще вісім висуванців із різних причин не стали учасниками виборчих перегонів. Також як гіпотетичні кандидати розглядалися Іво Йосипович, Предраг Матич, Тоніно Піцула, Крешо Беляк, Анка Мрак-Таріташ, Божо Петров, Ружа Томашич, Мілан Бандич і Деян Йович.

### Кандидати в другий тур
| Кандидати у другий тур               |                                    |
| Зоран Міланович                      | Колінда Грабар-Кітарович           |
| Соціал-демократична партія           | Безпартійна                        |
|                                      |                                    |
| Прем'єр-міністр Хорватії (2011—2016) | Президент Хорватії (2015 — донині) |

## Особливості
На виборах уперше в історії незалежної Хорватії найвищу кількість голосів у першому турі отримав не чинний президент. Також і кількість (507626), і відсоток голосів за поточного керівника держави виявився найнижчим серед одержаних будь-яким президентом Хорватії у будь-якому з двох турів будь-яких президентських виборів. Крім того, отримані Мілановичем як кількість (562779), так і відсоток голосів є найменшими серед здобутих будь-яким кандидатом-переможцем у першому турі будь-яких виборів президента Хорватії. Тим часом, Шкоро набрав найбільшу для третього місця кількість голосів (465703) з часу виборів 2000 р., де третім прийшов Мате Гранич. Також Шкоро здобув найвищий ніж будь-коли відсоток голосів, відданих за кандидата, який не пройшов у другий тур.

## Виборча система
Президент Хорватії безпосередньо обирається на 5-річний строк таємним голосуванням за системою двох турів. Конституція Хорватії вимагає проведення президентських виборів не раніше ніж за 60 днів і не пізніше ніж за 30 днів до закінчення строку дії мандата поточного глави держави. Для виграшу в першому турі необхідна абсолютна більшість (50% + 1 голос) «усіх» поданих голосів (включаючи недійсні та порожні бюлетені). Якщо жоден кандидат не здобув такої більшості, через 14 днів має відбутися другий тур, у якому беруть участь два кандидати з найбільшою кількістю голосів. Кандидат, який набирає найбільшу кількість голосів у другому турі (більшість голосів, визнаних дійсними), вважається переможцем. Якщо хтось із кандидатів, набравши достатньо високу кількість голосів для участі у другому турі, змушений зняти свою кандидатуру або вибуває через смерть, право брати участь у другому турі отримує кандидат із наступною найбільшою кількістю голосів у першому турі. Крім того, президентом Хорватії можна бути протягом усього життя максимум два 5-річні строки (загалом 10 років за умови перемоги на двох звичайних виборах і перебування на посаді до кінця).
Для того, щоб потенційному кандидату дозволили законно взяти участь у виборах і щоб його ім'я внесли у виборчий бюлетень, треба зібрати щонайменше 10000 підписів осіб, які мають право голосувати на виборах (громадян Хорватії, яким виповнилося 18 років), при цьому кожному такому підписанту дозволяється ставити свій підпис на підтримку лише одного потенційного кандидата. Часові рамки збору зазначеної кількості підписів становлять 12 днів, після чого потенційні кандидати повинні подати їх у Державну виборчу комісію на перевірку.

## Результати другого туру
Як повідомляє виборча комісія країни на підставі опрацьованих 100 відсотків бюлетенів, Зоран Міланович набирає майже 53 відсотки (52,67%), а його суперниця чинна президент Колінда Грабар-Кітарович — 47,33%. Таким чином, упродовж наступних п'ятьох років Президентом Хорватії буде колишній голова уряду, соціал-демократ Зоран Міланович. За нього 5 січня 2020 проголосували 1 млн 34 тис. виборців, за Колінду Грабар-Кітарович — на 100 тис. менше. Вона привітала свого супротивника з перемогою й виявила готовність співробітничати з ним до 18 лютого, коли той має офіційно вступити на посаду. На думку оглядачів, перемога Мілановича підсилить ліві сили і вплине на результати парламентських виборів у Хорватії, які мають відбутися у вересні 2020 р.
Новообраний президент у першому зверненні до співвітчизників виступив за діалог і взаємоповагу в суспільстві, пообіцявши, що не ділитиме громадян між собою та що у всьому буде керуватися словом і духом конституції. Як Міланович, так і Грабар-Кітарович після оголошення результатів виборів закликали своїх прибічників не свистіти на знак неповаги до опонентів.

## Нотатки
1. ↑  На президентських виборах 2014–15 рр. обрана кандидатом від ХДС, але ст. 96 Конституції забороняє партійне членство на час президентських повноважень, тому вона балотується як незалежна кандидат з подачі ХДС.[4]
2. ↑  У розрахунок відсотків не беруться недійсні бюлетені
3. ↑  За Конституцією, Президент Хорватії не може бути членом політичної партії протягом свого строку повноважень, тому висунута як незалежна політична діячка за підтримки ХДС
4. ↑  На президентських виборах 2014–15 рр. обрана кандидатом від ХДС, але ст. 96 Конституції забороняє партійне членство на час президентських повноважень, тому вона балотується як незалежна кандидат з подачі ХДС.[4]